# Pyrus asiae-mediae
Pyrus asiae-mediae är en rosväxtart som först beskrevs av Mikhail Grigoríevič Popov, och fick sitt nu gällande namn av Maleev. Pyrus asiae-mediae ingår i släktet päronsläktet, och familjen rosväxter. Inga underarter finns listade i Catalogue of Life.